# マリー＝アデライド (ルクセンブルク大公)
マリー＝アデライド（Marie-Adélaïde、1894年6月14日 - 1924年1月24日）は、ルクセンブルク大公（在位：1912年 - 1919年）。大公ギヨーム4世の長女。

## 生涯
ルクセンブルクではそれまで女子の継承が認められていなかったが、ギヨーム4世の6人の子は全員女子であり、傍系の男子も生存していなかった。そのため1907年に継承法が改正されて、マリー＝アデライドが大公位継承者とされ、ギヨーム4世の薨去により1912年に即位した。
第一次世界大戦中、ルクセンブルクはドイツ軍の占領下に置かれた。その際にマリー＝アデライドはこれに抗議したものの、しだいに親独的な態度を示し、ドイツ皇帝ヴィルヘルム2世を自分の宮殿に歓待するなどした。このことは彼女が後に国民の反感を買う原因となった。1919年、共和制を望む左翼の暴動のために退位し、代わって妹のシャルロットが即位した。
退位後はモデナのカルメル会修道院に入って修道女となった。
1924年、ホーヘンブルク城でインフルエンザのため死去した。
| 君主位           | 君主位                             | 君主位            |
| ---------------- | ---------------------------------- | ----------------- |
| 先代 ギヨーム4世 | ルクセンブルク大公 1912年 - 1919年 | 次代 シャルロット |